# 經津主神
經津主神（フツヌシノカミ）乃《日本書紀》裡出現的日本神話人物，別名為齋主神（イワイヌシノカミ）、伊波比主神（イワイヌシノカミ）、布都御魂神（フツノミタマノカミ）、香取神等；《出雲國風土記》則記錄作布都怒志命。

## 概要
《日本書紀》提到伊奘冉尊產下火神軻遇突智時遭灼傷而亡，夫婿伊奘諾尊一怒之下以十握劍將軻遇突智斬成三段，劍刃流下的血滴化作天安河邊的五百箇磐石，這些磐石即為經津主神之祖。五百箇磐石生出石拆神根拆神，復生出磐筒男命及磐筒女命，後二者則再產下經津主神。
在天孫降臨前，經津主神與武甕槌神一同前往平定葦原中國，並迫使大國主神讓國退隱。《出雲國風土記》及《出雲國造神賀詞》內皆記載僅有經津主神一人獨自降臨出雲，而且意宇郡楯縫鄉（今島根縣安來市）流傳著他縫合天石之楯，故當地名為「楯縫鄉」的趣聞。

## 解說
神名裡的「フツ」乃是刀劍切削物體的狀聲詞，和別名建布都神（たけふつのかみ）、豐布都神）的武甕槌神名字相近，《古事記》將二者視為同一神祇。《先代舊事本紀》記載經津主神的神魂之刀乃布都御魂，而《常陸國風土記》則提到平定葦原中國之神屬於經津主神一系。
物部氏後代伊香色雄命（（日文）いかがしこおのみこと）將布都御魂移往石上神宮祭祀後，原本經津主神亦是主祭神祇之一，但隨著中臣氏勢力抬頭，其神格反而被建御雷神取代。目前經津主神為香取神宮（位於千葉縣香取市）的主祭神，該神宮隔著利根川與主祭建御雷神的鹿島神宮遙遙相對。另外，位在奈良縣奈良市奈良公園内春日大社則同時供奉這兩位神祇，這是因為香取神宮、鹿島神宮所在的常總地方乃中臣氏（藤原氏）的根據地，所以才會迎來兩位神祇一起供奉。還有一般在各地的鹽竈神社裡除了祭拜鹽土老翁外，也見得到這兩尊神祇。

## 信仰
在日本祭拜經津主神的神社有香取、春日二系之神社，其他主要計有下述：
- 香取神宮（千葉縣香取市）：香取神社之總本社。
- 春日大社（奈良縣奈良市）：春日神社之總本社。
- 志賀理和氣神社（岩手縣紫波郡紫波町）
- 鹿島天足別神社（宮城縣黑川郡富谷町）

## 內部連結
- 香取神宮
- 布都御魂
- 天苗加命
- 石見神樂（日语：石見神楽）

## 外部連結
- （日語）香取神宮 （页面存档备份，存于）
- （日語）経津主神 （页面存档备份，存于）